# Гици, Кальман
Кальман Гици (12 февраля 1808 — 28 февраля 1888) — австро-венгерский консервативный политик и юрист, занимавший пост министра финансов правительства Венгрии. В 1867 году сыграл одну из ключевых ролей в достижении политического компромисса между австрийцами и венграми и преобразования Австрийской империи в Австро-Венгрию. На посту министра финансов сыграл ключевую роль в преодолении бюджетного кризиса в Венгрии в середине 1870-х годов.
Получил юридическое образование, в 1843 году был избран в венгерский сейм от Комарома, в 1844 году стал заместителем его жупана. В 1847 году стал помощником нотариуса, затем нотариусом. Во время Революции 1848—1849 годов был сначала помощником министра, а после отставки Ференца Деака — на протяжении нескольких месяцев министром юстиции в антигабсбургском правительстве Баттьяни, продолжая представлять в сейме свой комитат. После поражения революции временно отошёл от политики и удалился в своё имение.
В 1861 году под влиянием происходивших событий вернулся в политику и избрался в венгерский сейм, став в нём вождём левоцентристов. В 1865 году был избран президентом сейма, проявив, согласно ЭСБЕ, «много такта и беспристрастия», часто выступая посредником между Кальманом Тисой и возглавлявшим партию Фелирати Деаком. Во время переговоров о так называемом «соглашении» выступил за простую личную унию Венгрии с Австрией. Когда в 1873 году враждебная соглашению партия распалась, образовал новую «срединную (центристскую) либеральную партию», порвав с левоцентристами Тисы. В кратковременном министерстве Битто занимал с 21 марта 1874 и 2 марта 1875 года пост министра финансов, не спросив при его занятии мнения своей партии. На посту министра финансов получил печальную известность непопулярными мерами по повышению налогов и жёсткой бюджетной экономии в рамках борьбы с наступившим после короткого периода экономического процветания кризисом. В феврале 1875 года его бывший союзник Тиса начал кампанию против представленного Гици бюджета (который имел дефицит в 13 миллионов форинтов, покрывать которые предполагалось за счёт увеличения налогового бремени), вследствие чего тот был вынужден уйти в отставку. Затем до 1879 года опять был президентом нижней палаты. В 1885 году был избран в верхнюю палату.